# La oficina (programa de televisión)
La oficina fue un programa humorístico chileno que se emitió por Teleonce Universidad de Chile en 1982, parte del histórico sketch del Jappening con Ja, el cual fue convertido en una comedia de situación, luego de la cancelación del Jappening con Ja en 1981.

## Historia
Tras la cancelación del programa Jappening con Ja emitido en Televisión Nacional de Chile a finales de 1981, y de los despidos de todos sus integrantes, Jorge Pedreros, Eduardo Ravani, Gloria Benavides y Fernando Alarcón emigran a Teleonce Universidad de Chile (actual Chilevisión) en abril de 1982 para realizar la serie La oficina, de lunes a viernes en la noche (los episodios eran grabados pocas horas antes), mientras que Maitén Montenegro fue recibida en Canal 13, específicamente en el programa de variedades Sábados gigantes, por lo que su papel de "Valkiria" fue tomado por la modelo croata Stanka Matic, quien también era la animadora (junto a Ricardo Calderón) del programa dominical La tarde grande, en el cual colaboraban los miembros del grupo. Rápidamente el programa sube su audiencia, por lo que TVN les ofreció volver a contratarlos aunque solo una vez que vencieran sus contratos con el entonces canal de la "U". El programa finalizó en julio de 1982 al pasar Benavides a Canal 13. Destaca el debut de "Don Pío", personaje interpretado por Andrés Rillón, que había sido libretista del Jappening desde 1978. La actriz Clara Escobar interpretó a la coqueta secretaria, la "Srta. Marigen", interés de "Espina" y Juan Pablo Donoso, interpretó a "Jarita", el junior, vendedor de café de la oficina y partner de "Canitrot". Este último, posteriormente, derivaría en "Peñita", interpretado por un joven actor llamado Patricio Torres en 1984.
Luego del éxito de la única temporada de La Oficina en Teleonce, Televisión Nacional de Chile recontrata a sus fundadores Pedreros, Ravani, Benavides y Alarcón para realizar una segunda etapa del Jappening con Ja en 1983 y con nuevos integrantes.[cita requerida]

## Elenco
- Jorge Pedreros como Evaristo Espina
- Eduardo Ravani como Guillermo "Willy" Zañartu
- Fernando Alarcón como Ricardo  Canitrot
- Gloria Benavides como Señorita Gertrudis
- Maitén Montenegro como Señorita Valkiria
- Andrés Rillón como Don Pío
- Stanka Matic como Valkiria
- Clara Escobar como Señorita Marigen
- Juan Pablo Donoso como Jarita

## Transmisión
- Abril-julio 1982: martes 21:30 a 22:00
- Julio 1982-abril 1983: Miércoles 21:30 a 22:30